# مونتي توفه
مونتي توفه (بالإنجليزية: Monte Towe)‏ مواليد 27 سبتمبر 1953 في ماريون، هو مدرب كرة سلة أمريكي ولاعب سابق. بدأ مسيرته الاحترافية في سنة 1975. تم اختياره من قبل فريق أتلانتا هوكس خلال الدرافت. حمل الرقم 13. يبلغ طوله 5 قدم 7 بوصة (1.7 م). اعتزل اللعب في 1977.

## روابط خارجية
- مونتي توفه على موقع إن بي أي (الإنجليزية)
- مونتي توفه على موقع سبورتس رفرنس (الإنجليزية)
- مونتي توفه على موقع كلية كرة السلة في سبورتس رفرنس.كوم (الإنجليزية)
- مونتي توفه على موقع ريلجم (الإنجليزية)
- مونتي توفه على موقع بروبوليرز (الإنجليزية)
- مونتي توفه على موقع كلية كرة السلة في سبورتس رفرنس.كوم (الإنجليزية)